# 襄州站
襄州站，原名肖湾站、襄阳东站，是一个汉丹铁路上的铁路车站，位于中华人民共和国湖北省襄阳市襄州区张湾街道，建于1966年，目前为三等站。

## 历史
2010年8月20日襄阳东站在原肖湾站的基础上开工，2012年7月1日竣工投入使用。由于位于东津新区的高速铁路车站拟命名为襄阳东站，本站于2019年11月1日更名为襄州站。